# Cefaranolina
Cefaranolina es un principio activo aislado de Stephania que tiene una actividad antiplasmodial con una IC50 de 0.2µM.